# زكريا الأنصاري
أبو يحيى زكريَّا بنُ محمد بنِ أحمدَ بنِ زكريا الأنصاريُّ الخزرجيُّ أصلاً، السُّنَيكيُّ مولداً، القاهريُّ إقامةً، الأزهريُّ علماً (824هـ/1421م - 926هـ/1520م) المعروفُ بـ«شيخ الإسلام» و«زين الدين» و«القاضي زكريا»، فقيهٌ وقاضٍ شافعيٌّ، ومقرئٌ ومُحَدِّثٌ حافظٌ، ومتكلِّمٌ ولغويٌّ ومتصوفٌ، شَغِلَ منصبَ قاضي القضاة وغيرَه في عهد الدولة المملوكية، واشتُهرَ بكثرةِ مصنفاتِه وأهميتِها حتى عُدَّ مُجَدِّدَ المائةِ التاسعةِ. وقد اهتمَّ العلماءُ المسلمون بكتبِه فأكثروا من شرحِها وتدريسِها، واعتمدَ الشافعيةُ كُتُبَهُ وكتبَ تلاميذه في الإفتاءِ غالباً، خاصةً منهم ابنَ حجرٍ الهَيتميَّ وشمسَ الدينِ الرمليَّ.
وُلِدَ زكريا الأنصاريُّ بقريةِ سُنَيكة في إقليمِ الشرقيةِ بمصر سنةَ 824هـ، ونشأ فيها في ظل أسرة فقيرة، ثم انتقل إلى الجامع الأزهر وانقطعَ فيه لطلبِ العلم، وجدَّ واجتهدَ حتى بَرَعَ في سائرِ علوم الشريعة وآلاتِها، كالتفسير والحديث والعقيدة والفقه والتصوف واللغة والمنطق، وأخذ عن أعلام عصره كالحافظ ابن حجر العسقلاني الذي أجازَه وأذن له بالإفتاء، وجلال الدين المحلي ومحيي الدين الكافيجي وغيرهم. واستمر في طلب العلم والتدريسِ حتى اشتُهرَ وصار طلابُ العلم يقصدونه وينتفعون به، وتولَّى عدداً من المناصب التدريسية والإدارية المرموقة في عصره، وعلى رأسها تدريس مقام الإمام الشافعي، يقول عبد القادر العيدروس: «وتَرَأّسَ بجدارةٍ دهراً، وَوَلِيَ المناصبَ الجليلةَ كتدريسِ مقَامِ الإِمَامِ الشَّافِعِي، وَلم يكن بِمصْرَ أرفعُ منصباً من هَذَا التدريس، وَوليَ تدريسَ عدَّةِ مدارسَ رفيعةٍ وخانقاه صوفيةٍ وَغَيرَهَا، إِلَى أَن رَقَى إِلَى المنصب الْجَلِيل وَهُوَ قَاضِي الْقُضَاة بعد امْتنَاع كثير وتعفف زَائِد». وباشر عمله بنزاهة تامة، وكثيراً ما كان يُثقل النصيحة للسلطان الأشرف قايتباي، واستمر في هذا المنصب عشرين عاماً حتى قام السلطان قانصوه الغوري بعزله سنة 906هـ؛ «بسبب حَطِّهِ على السلطانِ بالظلم، وزجرِه عنه تصريحاً وتعريضاً».
شَهِدَ زكريا الأنصاريُّ قُبَيْلَ وفاتِه سقوطَ دولةِ المماليك وضمَّ الدولة العثمانية لمصر، واستمرَّ على مكانتِه من الاحترامِ والتقديرِ في ظلِّ الدولة العثمانية، فعند وفاته صَلَّى عليه ملكُ الأمراءِ خاير بك، «وكُفنَ وحُملَ ضحوةَ النهارِ ليُصلَّى عليه بجامع الأزهر في محفل من قضاة الإسلام والعلماء والفضلاء، وخلائقَ لا يُحصون، واجتَمعَ بالجامع المذكور ونواحيه أمثالُهم اغتناماً للصلاة عليه، وقاربوا أن يدخلوا به وإذا بقصاد ملك الأمراء يحمله إلى سبيل أمير المؤمنين ليظفر بالصلاة عليه»، وكانت وفاتُه بالقاهرة يومَ الأربعاء ثالث ذي الحجة سنة 926هـ.

## عصره

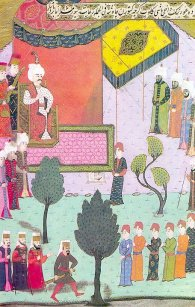
مُبايعة السُلطان سليم الأول العثماني بِالخلافة الإسلاميَّة في مصر بُعيد سُقُوط الدولة المملوكيَّة.

### الحياة السياسية
عاش زكريا الأنصاري في الفترة الواقعة ما بين (824 - 926هـ / 1421 - 1520م)، أي في القرنين التاسع والعاشر الهجريين، والخامس عشر والسادس عشر الميلاديين، وهذا يعني أنه قد عاصر دولتين كبيرتين من دول الإسلام هما: الدولة المملوكية التي أدرك أواخرها، أي القسم الثاني منها المسمى بدولة المماليك البرجية أو الشركسية، وقد عاش جل عمره في ظل هذه الدولة وأدرك سقوطها. ثم الدولة العثمانية التي أدركها في سنوات عمره الأخيرة، فقد أدرك بداية عهدها في مصر حين دخل العثمانيون الديار المصرية سنة 923هـ / 1517م.
أما دولة المماليك البرجية (الشركسية) (784 - 923هـ / 1382 - 1517م) التي عاش زكريا الأنصاري غالبَ عمره في ظلها، فكانت حافلة بالنزاعات والمؤامرات بين أمراء المماليك للفوز بالحكم، لكنَّ ذلك لم يمنعْ أكثرَ السلاطين من الاهتمام بمجالس العلم والعلماء، فكان للقضاة وعلماءِ الدين منزلةٌ رفيعة، وانتشرت المدارسُ والمساجدُ والمستشفياتُ والعماراتُ الوقفيةُ بكثرة. وانتهت دولة المماليك البرجية بعد معركة الريدانية سنة 922هـ / 1517م مع الدولة العثمانية، والتي انتهت بهزيمة المماليك ودخول العثمانيين مصر.
وأما الدولة العثمانية، فقد ضمت مصر في عهد السلطان سليم الأول الذي حكم الدولة العثمانية من سنة 1512 حتى سنة 1520، واستتب الحكم في مصر للعثمانيين، حيث كان الحكم العثماني في فترته الأولى قوياً والأمن مستتباً.

### الحياة العلمية

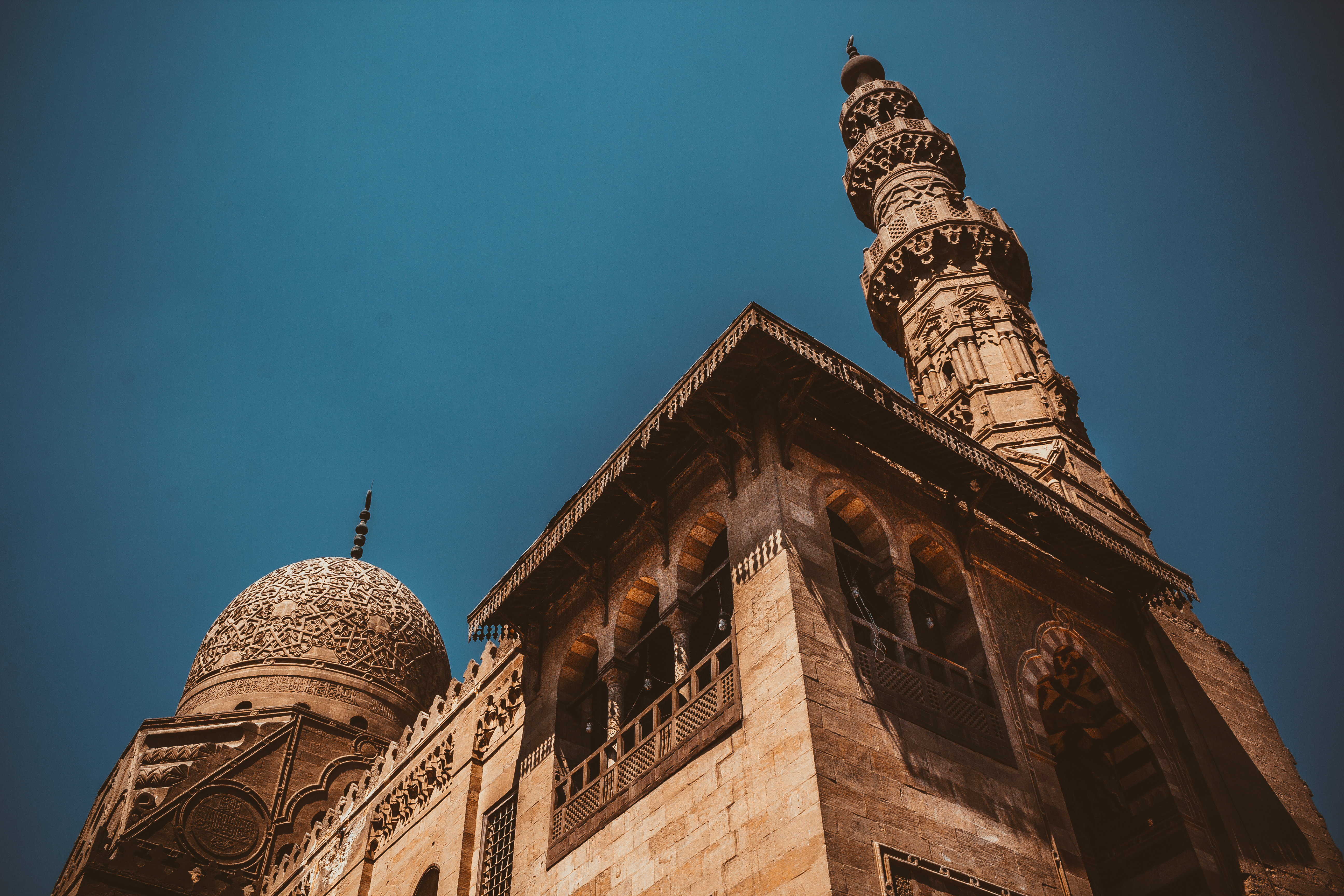
مسجد ومدرسة السلطان الأشرف قايتباي، بُنيت سنة 879هـ / 1474م في حياة زكريا الأنصاري.

ازدهرت الحياة العلمية في عهد المماليك ازدهاراً ملحوظاً وتطورت تطوراً كبيراً، وقد تطورت كافة العلوم بشكل ظاهر في عصر المماليك، وغدت مصر منارة العالم الإسلامي في ذلك الوقت، ويعود ذلك لعدة عوامل منها: زيادة أهمية مصر في العالم الإسلامي بعد سقوط الخلافة العباسية في بغداد على يد المغول سنة 1258م، فأصبحت مصر وريثة العراق في الزعامة الدينية. كما أنه بعد الزحف المغولي والخراب الذي حل بالعالم الإسلامي، فرَّت جموعُ العلماء إلى مصر تحمِل علمَها وكتبَها؛ لتحافظَ عليها من المغول الغازين، إضافة إلى العلماء الذين فروا من الأندلس بعد سقوطها، ومن بلاد الشام في فترة الحروب الصليبية، ومن بلاد المغرب للاستقرار بمصر.
ومن العوامل الأخرى التي أدت إلى ازدهار الحياة العلمية في مصر: تشجيعُ المماليك للعلم ورعايتُهم للعلماء، والتسابقُ في تشييد المدارس والمكاتب ورعايتها والإنفاق عليها، إضافةً إلى ظهور الكثير من العلماء الأعلام في مصر، الذين كان لهم أثرٌ كبيرٌ في إيقاظ الحياة العلمية من خلال التدريس والتأليف والدعوة، منهم: عبد الرحيم العراقي (806هـ) صاحب الألفية في علم الحديث، وابن حجر العسقلاني (852هـ) صاحب كتاب فتح الباري، وجلال الدين المحلي (864هـ)، وشمس الدين السخاوي (902هـ)، وجلال الدين السيوطي (911هـ)، وغيرهم.

## اسمه ونسبه وأسرته
هو: أبو يحيى زكريا بن محمد بن أحمد بن زكريا الأنصاري الخزرجي. يرجع أصله إلى قبيلة الخزرج من الأنصار، فهو من ذرية حباب بن المنذر بن الجموح الخزرجي.
أما السنيكي؛ فنسبة إلى سُنَيْكة، وهي قرية من إقليم الشرقية بمصر، تقع بين مدينتي بلبيس والعباسة، وتسمى حالياً «الحلمية».
أما والداه فكانا فقيرين، وكان زكريا وحيدَ أبويه، وقد توفي والده وهو يبلغ السابعة عشرة من عمره، وذلك في عام 841هـ.
وأما أولاده فثلاثة:
- محيي الدين أبو السعود يحيى (ت 897هـ): وهو أكبر أولاده،[28] وكان يُعِين والدَه في قراءته وكتابته عندما تَقدَّم في السن، وكان يكتب سائرَ تراجم مؤلفاتِ والده، وقد أصيب بالطاعون وتوفي سنة 897هـ، وقيل: إنه مات غريقاً، وحزن عليه والده كثيراً.[29][30]
- محب الدين أبو الفتوح محمد: وهو أوسط أولاده الثلاثة، حفظ المتون منذ صغره كالمنهاجين والألفيتين وغيرها، وكتب بعض تصانيف والده وفتاويه، وتصدى للتدريس.[31]
- جمال الدين يوسف (ت 987هـ): وهو أصغر أولاده، أعقب ذرية كثيرة، وكان شيخاً عالماً صالحاً، قرأ الكثير من المصنفات على والده وغيره من أعلام العصر.[32] وقد أعقب ولده جمال الدين ذرية كثيرة داومت على طلب العلم وكانت من أعيان عصرها.[27]

## سيرته

### مولده
ولد زكريا الأنصاري بقرية سنيكة من الشرقية بمصر، سنة أربع وعشرين وثمانمائة (824هـ)، وقيل: سنة ست وعشرين وثمانمائة (826هـ)، وقيل: سنة ثلاث وعشرين وثمانمائة (823هـ). ورجح بعض الباحثين القول الأول (824هـ)؛ لأن زكريا الأنصاري مات سنة 926هـ وله من العمر مائة سنة وسنتان، فعليه يكون مولده سنة 824هـ، إضافةً إلى أن والده توفي سنة 841هـ، وكان حينها يبلغ السابعة عشرة من عمره، أي أنه ولد سنة 824هـ.

### نشأته وطلبه للعلم
يمكن تقسيم حياة زكريا الأنصاري إلى أربع فترات:
- الفترة الأولى: كانت في قريته سُنيكة حيث نشأ فيها في ظل أسرة فقيرة، ولكنه مع ذلك جَدَّ واجتهد في طلب العلم.[40]
- الفترة الثانية: كانت في الجامع الأزهر حيث تحول إلى القاهرة سنة 841هـ، فانقطع في الأزهر لطلب العلم، وقد كان فقيراً معدماً، لا يوجد من يعيله بعد وفاة والده.[41]
- الفترة الثالثة: عاد زكريا الأنصاري إلى بلده سنيكة بعد أن أقام في القاهرة، واشتغل في الفلاحة هناك قليلاً، ولكنه لم ينس طلب العلم.[42]
- الفترة الرابعة: وهي الأخيرة في حياته حيث رجع إلى القاهرة، وانقطع لطلب العلم وتحصيل المعارف في شتى الفنون، وملازمة الشيوخ وحضور الدروس، وتصنيف الكتب والمؤلفات الكثيرة، وتولي المناصب الإدارية والتدريسية، والأمر بالمعروف والنهي عن المنكر، إلى أن توفي سنة 926هـ.[43][44]

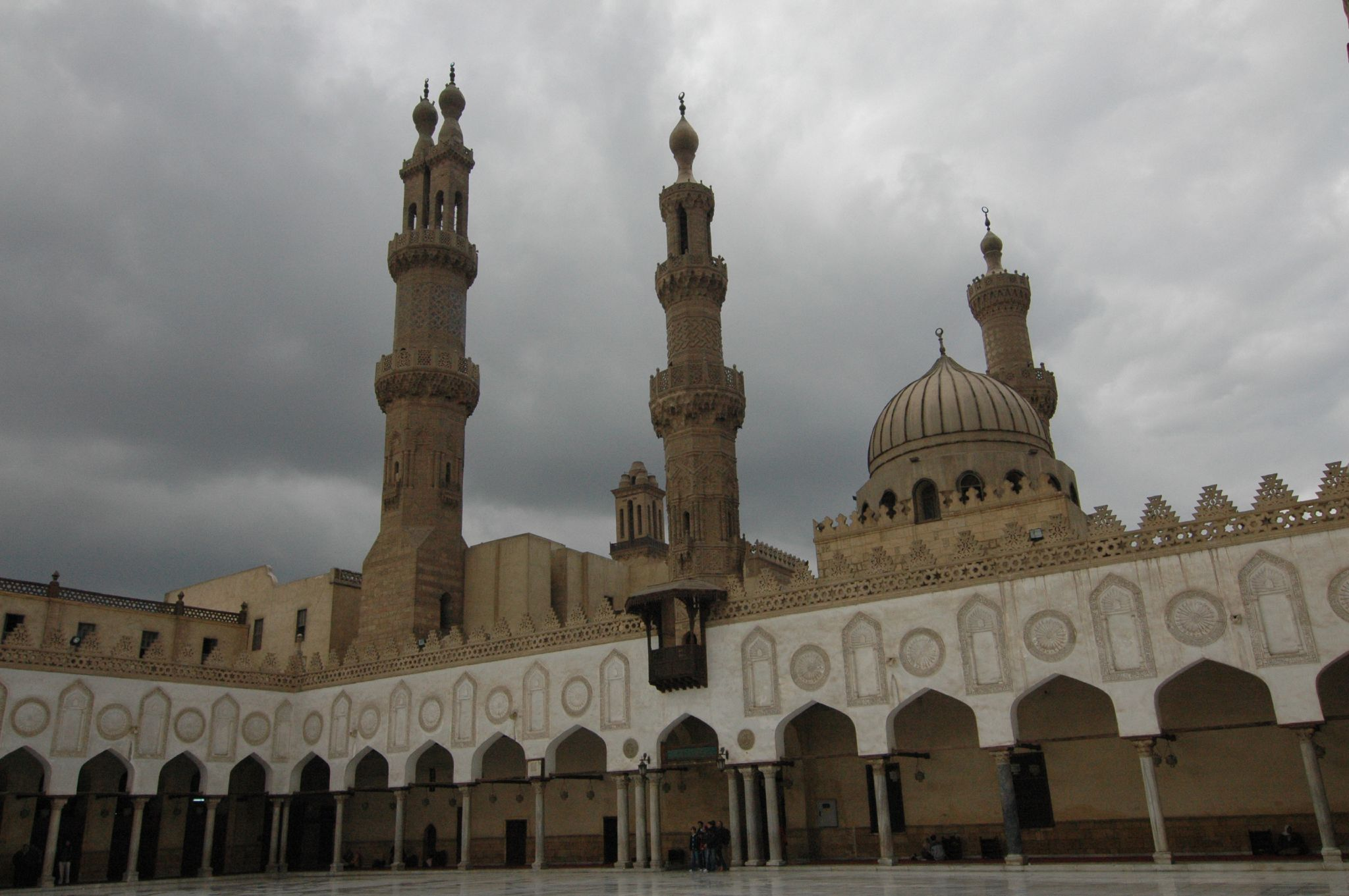
الجامع الأزهر، حيث تلقى زكريا الأنصاري تعليمه في القرن التاسع الهجري / الخامس عشر الميلادي.

وهب زكريا الأنصاري حياته للعلم، فقد قرأ في جميع الفنون الموجودة في عصره، وجد واجتهد في تحصيل المعارف المختلفة، حتى برع في سائر علوم الشريعة وآلاتها، كالتفسير والحديث والعقيدة والفقه والتصوف واللغة والمنطق، وأخذ عن شيوخ كل علم من هذه العلوم، حتى أَذِنَ له غيرُ واحدٍ من شيوخه بالإقراء والإفتاء، وقد بلغ شيوخُه عدداً كبيراً يزيد على مائة وخمسين شيخاً ذكرهم في ثَبَته، وتصدى للتدريس في حياة بعض شيوخه، وقُصِدَ بالفتاوى وزاحم كثيراً من شيوخه فيها، وقد انتفع به خلقٌ كثيرون. وممن كتب له إجازةً الإمامُ ابن حجر العسقلاني، ونص كتابته:
وروي عن زكريا الأنصاري أنه قال: جئت من البلاد وأنا شاب، فلم أعكف على الاشتغال بشيء من أمور الدنيا، ولم أعلق قلبي بأحد من الخلق. قال: وكنت أجوع في الجامع كثيراً، فأخرج في الليل إلى الميضأة وغيرها، فأغسل ما أجده من قشيرات البطيخ حوالي الميضأة وآكلها، وأقنع بها عن الخبز، فأقمت على ذلك الحال سنين، ثم إن الله تعالى قيض لي شخصاً من أولياء الله تعالى كان يعمل في الطواحين في غربلة القمح، فكان يتفقدني ويشتري لي ما أحتاج إليه من الأكل والشرب والكسوة والكتب، ويقول لي: «يا زكريا لا تخف عني عن أحوالك شيئاً»، فلم يزل معي كذلك عدة سنين، فلما كان ليلة من الليالي أخذ بيدي والناس نائمون، وقال لي: «قم معي»، فقمت معه فأوقفني على سلم الوقادة الطويل بالجامع، وقال: «اصعد هذا الكرسي»، فلم يزل يقول لي اصعد إلى آخر درجة، ثم قال: «انزل»، فنزلت، فقال لي: «يا زكريا إنك تعيش حتى تموت أقرانك، ويرتفع شأنك، وتتولى مشيخة الإسلام - يعني قضاء القضاة - مدة طويلة، وترتفع على أقرانك، وتصير طلبتك مشايخ الإسلام في حياتك حتى يكف بصرك»، قلت: «ولا بد لي من العمى؟»، فقال: «لا بد»، ثم انقطع عني فلم أره من ذلك.

#### مقروءاته والعلوم التي تلقاها
- علوم القرآن الكريم والتفسير: حفظ زكريا الأنصاري القرآن الكريم في صغره، ثم قرأ القراءات العشر على عدد من الشيوخ، وقرأ العديد من المصنفات في هذا العلم منها: النشر والتقريب لابن الجزري، والتيسير للداني، والتبيان في آداب حملة القرآن للنووي.[49][50]
- علم الحديث: تبحَّرَ زكريا الأنصاريُّ في علم الحديث حتى صار يُعَدُّ مرجعاً فيه، فقد أخذه عن أئمة ذلك العصر كالإمام ابن حجر العسقلاني وغيره، كما قرأ كتباً كثيرة جداً في الحديث على عدد كبير من الشيوخ، منها على سبيل المثال: صحيح البخاري، وصحيح مسلم، وجميع كتب السنن، وموطأ الإمام مالك، ومسند الإمام الشافعي، ومسند الإمام أبي حنيفة، ومسند الإمام أحمد.[51]
- الفقه وأصول الفقه: تبحر زكريا الأنصاريُّ في الفقه، خاصة في الفقه الشافعي حتى صار مرجعاً فيه، وانتهت إليه رئاسة المذهب، ومن الكتب الفقهية التي قرأها: المنهاج الفرعي، والتنبيه للشيرازي، وشرح البهجة للعراقي، ومختصر الروضة لابن المقرئ، ومختصر القاضي أبي شجاع.[52] وفي أصول الفقه: المنهاج الأصلي في بداية رحلته العلمية، ومختصر ابن الحاجب، والورقات للجويني، وجمع الجوامع للتاج السبكي، وغيرها.[53]
- علوم اللغة العربية: أَخَذَ زكريا الأنصاريُّ علومَ اللغة عن عدد من الأعلام، وقرأ فيها المصنفات الكثيرة، ومنها: الألفية في النحو والتسهيل لابن مالك، وقرأ كتب ابن هشام الأنصاري كشذور الذهب، ومصنفات الزمخشري، والآجرومية وغيرها.
- علم العقائد والكلام والمنطق والجدل: تبحر زكريا الأنصاري في هذه العلوم، وقرأ فيها مصنفات كثيرة، منها: شرح العقائد، وشرح المواقف، وشرح الطوالع للبيضاوي، وغيرها.
- علم التصوف: اعتنى زكريا الأنصاري بالتصوف منذ صغره، فلازم المشايخ وقرأ الكثير من الكتب في هذا المجال، كما أخذ المشيخة وتلقن الذكر عن عدد من مشايخ الطريقة الصوفية.[54][55]
- علم الهندسة والطب والحساب وغيرها: لم يكتف زكريا الأنصاري بالعلوم الشرعية، بل شرع يستزيد من المعارف المختلفة كعلم الهيئة والهندسة والطب والميقات والحساب والجبر والمقابلة وغيرها الكثير، وقرأ التصانيف الكثيرة في هذه الفنون.[40][56]

### المناصب التي تولاها

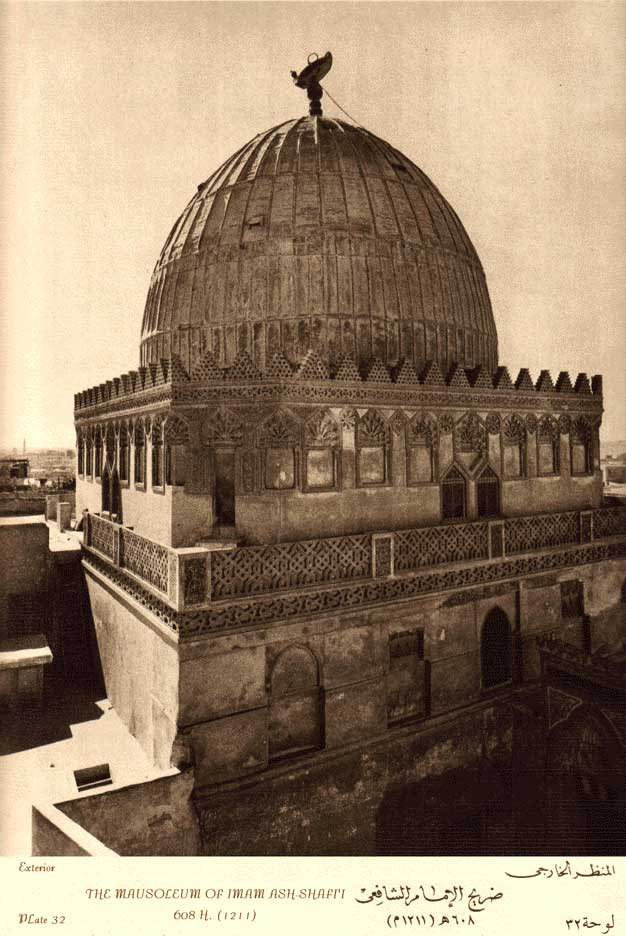
عَيَّنَ الأشرف قايتباي زكريا الأنصاري على تدريس مقام الإمام الشافعي بالقاهرة، وَلم يكن بِمصْر أرفعُ منصباً من هَذَا التدريس.

تولَّى زكريا الأنصاريُّ عدداً من المناصب التدريسية، فقد درّس في القاهرة مدة ثمانين سنة، تنقل فيها بين المدارس المختلفة خلال مشواره الطويل في حقل العلم والتعليم، وأيضاً تولى عدداً من المناصب الإدارية في الدولة المملوكية، وتوج جهده أخيراً بمنصب قاضي القضاة، مع أنه لم يطلبه.

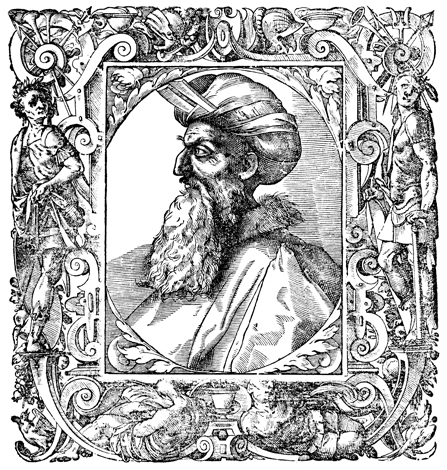
السلطان الأشرف قايتباي

أما المناصب التدريسية؛ فقد تولى مشيخة جامع الظاهر، وتولى مشيخة التصوف بجامع العلم بن الجيعان، وتولى مشيخة التصوف بمسجد الطواشي علم دار، وتولى التدريس في التربة التي أنشأها الظاهر خشقدم بالصحراء أول ما فتحت، وتولى تدريس الفقه بالمدرسة السابقية بعد وفاة ابن الملقن، وقدمه الظاهر خشقدم على غيره، وتولى مشيخة الدرس بالمدرسة الصلاحية المجاورة لقبة الإمام الشافعي عقب موت التقي الحصني (سنة 881هـ)، وقد قرره الأشرف قايتباي في هذا المنصب الرفيع دون أن يطلبه، وكان جل العلماء في ذلك العصر قد سعى للحصول عليه؛ فقد كان أرفع منصب في مصر في ذلك العصر، فباشر التدريس بجد واجتهد في عمارة الأوقاف، كما تولى مشيخة مدرسة الجمالية.
وأما المناصب الإدارية؛ فقد تولى نظر القرافة وأوقافها بكاملها، بالإضافة لمشيخة التدريس. وتولى نظر أوقاف المدرسة الصلاحية بجوار قبة الإمام الشافعي، واجتهد في عمارة الأوقاف ودفْعِ المال إلى المستحقين.
يقول عبد القادر العيدروس: «وتَرَأّسَ بجدارة دهراً، وَولي المناصب الجليلة كتدريس مقَام الإِمَام الشَّافِعِي، وَلم يكن بِمصْر أرفع منصباً من هَذَا التدريس، وَولي تدريس عدَّة مدارس رفيعة وخانقاه صوفية وَغَيرهَا، إِلَى أَن رقى إِلَى المنصب الْجَلِيل وَهُوَ قَاضِي الْقُضَاة بعد امْتنَاع كثير وتعفف زَائِد، وَوَقع ذَلِك فِي شهر رَجَب سنة سِتّ وَثَمَانِينَ وَثَمَانمِائَة. ثمَّ اسْتمرّ قَاضِيا مُدَّة ولَايَة السُّلْطَان الاشرف قايتباي رَحمَه الله تَعَالَى، ثمَّ اسْتمرّ بعد ذَلِك إِلَى أَن كف بَصَره فعزل بالعمى رَحمَه الله تَعَالَى، وَلم يزل رَحمَه الله تَعَالَى ملازم التدريس والإفتاء والتصنيف، وانتفع بِهِ خلائق، ودرَّس تلامذتُه فِي حَيَاته وأفتوا وتولوا المناصب الرفيعة ببركته وبركة الانتساب إِلَيْهِ، وَلم يزل كَذَلِك فِي نشر الْعلم وَكَثْرَة الْخَيْر وَالْبر والإحسان إِلَى أَن توفّي رَحمَه الله تَعَالَى».

#### منصب القضاء
تولى زكريا الأنصاري منصب قاضي القضاة الشافعي في عهد الأشرف قايتباي سنة 886هـ، بعد أن أصر عليه في طلب ذلك، وجاءه أكابر الدولة يرومون موافقته، وكان قد رفض هذا المنصب قطعياً في زمن الظاهر خشقدم، فلم يجد بُداً من الموافقة على هذا بعد كل هذا الإصرار والإلحاح، حتى أن الأشرف قايتباي قال له: «إن أردتَ نزلتُ ماشياً بين يديك إلى أن أوصلك بيتك»، فوافق واشترط أموراً لذلك وافق على بعضها الأشرف قايتباي.
وكان يوجد في مصر حينها أربعة قضاة على المذاهب الأربعة المعروفة، والرئاسة للشافعية، فتولى زكريا الأنصاري منصب قاضي القضاة الشافعي، وباشر عمله بنزاهة تامة، وعفة ظاهرة، وكان لا يخشى في الله لومة لائم، وكثيراً ما كان يثقل النصيحة للأشرف قايتباي، واستمر في هذا المنصب مدة عشرين عاماً طوال فترة حكم الأشرف قايتباي، وهي ظاهرة جديرة بالملاحظة في عصره، حيث تعد مدة طويلة جداً بالنسبة لغيره من القضاة. قال نجم الدين الغزي: «وولي الجهات والمناصب، وولاه السلطان قايتباي قضاء القضاة، فلم يقبله إلا بعد مراجعة كلية، ثم عُزل عن القضاء بسبب حطه على السلطان بالظلم، وزجره عنه تصريحاً وتعريضاً».
في عام 906هـ عُزل زكريا الأنصاري عن القضاء، وكان هذا في زمن السلطان قانصوه الغوري؛ وذلك لأنه كان يزجر الغوري عن الظلم كثيراً، ويثقل القول عليه، ولكن لم تمض مدةٌ طويلةٌ حتى عاد إلى القضاء بعد إلحاح شديد من الأمراء، واستمر فيه مدة خمسة أشهر، ثم عزل نفسه لما أحس أنه غير قادر على القيام بأعباء القضاء، لكبر سنه، وضعف بصره، وضمور جسده، وكان هذا في نفس العام (906هـ).
وقد نظم جلال الدين السيوطي أرجوزة فيمن ولي قضاء مصر، فكان مما قال:

### موقفه من الوضع السياسي في عصره

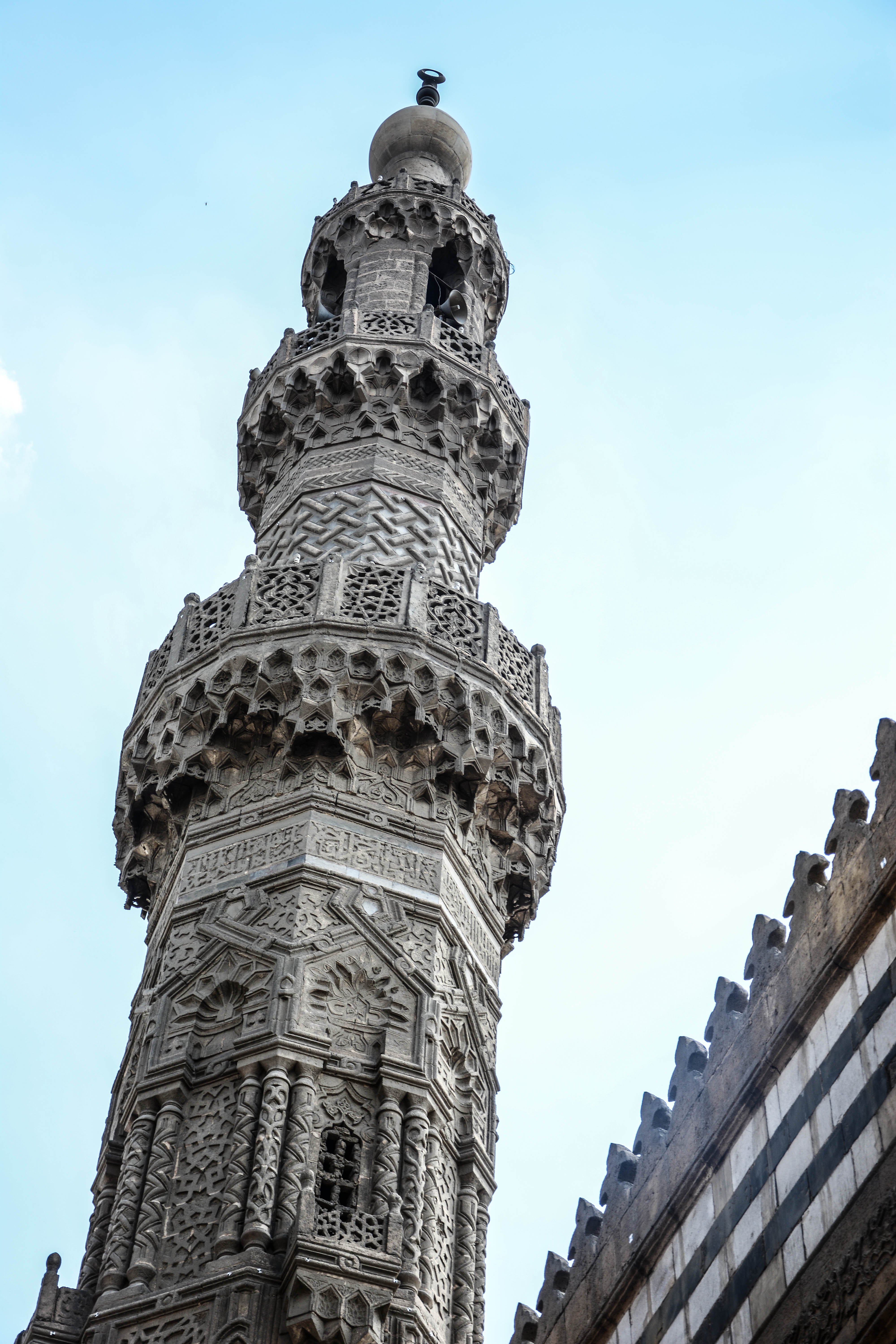
مئذنة قايتباي في الجامع الأزهر، بنيت سنة 887هـ / 1483م، في فترة تولي زكريا الأنصاري منصب قاضي القضاة.

لم يكن لزكريا الأنصاري في بداية حياته أي علاقة بالسلاطين، فقد كان منكبّاً على طلب العلم وحضور الدروس وملازمة العلماء، ولكن ما لبث أن كبر وذاع صيته، وصار من العلماء المرموقين، وأصبح ذا منزلة رفيعة ومكانة عالية لم يبلغها غيرُه في أواخر عصره. وبدأ أثره يظهر جلياً على سياسة المماليك حين بدأ بتولي المناصب التدريسية والإدارية في عهد الظاهر خشقدم (حكم 60-1467م)، ثم في عهد الأشرف قايتباي (حكم 78-1498م). وكان له الأثر الواضح من خلال هذه المناصب، سواءً التدريسية منها أو الإدارية؛ بالتعليم، وتوعية الناس، والأمر بالمعروف والنهي عن المنكر، وزجر الأمراء عن الظلم، وعن مخالفة أوامر الشرع، وكان ينتقد الأمراء، ويعرب عن ذلك تعريضاً وتصريحاً، مع أن أوضاع الدولة الجركسية في أواخرها لم تكن مستقرة، وكانت في حالة فوضى واضطراب ومؤامرات وحروب. وقد اشتهر زكريا الأنصاري بأنه «كان يصب جام غضبه على الأمراء، ولا يخشى في الله لومة لائم». وبلغت مواقف زكريا الأنصاري ذروتها عندما تولى منصب قاضي القضاة في عهد الأشرف قايتباي، بعد إلحاح وإصرار منه، ومن أكابر الدولة وأمرائها، حتى إن الأشرف قايتباي قال له: «إن أردتَ نزلتُ ماشياً بين يديك إلى أن أوصلك بيتك»، فوافق واشترط أموراً لذلك وافق على بعضها الأشرف قايتباي، وفي عهده بلغ زكريا الأنصاري منزلة عالية، فكثر توسل العامة به إلى الأشرف وإلى غيره من أمرائه في كثير من المآرب والحاجات. وكذلك كان مقرباً من الظاهر خشقدم، وقد حاول الظاهر خشقدم مراراً وتكراراً أن يوليه القضاء لكنه رفض ذلك قطعياً.
كان لزكريا الأنصاري أثرٌ بالغٌ في سيرة الأشرف قايتباي، إذ كان يثقل في النصيحة ويغلظ في القول عليه، ويأمره بالمعروف وينهاه عن المنكر ولا يخشى غضبه، واستمر في القضاء طوال مدة ولاية الأشرف، أي ما يزيد على عشرين عاماً. كما كان له تأثيره أيضاً على الظاهر خشقدم من قبل، وإن كان بصورة أقل من تأثيره على الأشرف قايتباي. وكان له أثره أيضاً على الأشرف قانصوه الغوري، فكان يثقل عليه القول لظلمه، ويزجره تصريحاً وتعريضاً، حتى إنه في أحد الأيام دخل على الغوري في حادثة تعصَّب فيها، فاستجاب له الغوري لما حضر عنده، ثم عزله بعد فترة وولى غيره، ثم ما لبث أن وسط الوسائط لديه كي يرجع للقضاء، فرجع زكريا الأنصاري للقضاء ولبث فيه يسيراً، ثم عزل نفسه لضعف بصره وكبر سنه؛ حتى لا يقصر في تحمل أعباء مسؤولية القضاء. قال الغزي في الكواكب السائرة: «وحدثت عن والدي، رضي الله تعالى عنه، أن الشيخ دخل إلى الغوري في حادثة تعصب الغوري فيها، فعلم الغوري بأن الشيخ جاء في ذلك، فأمر البوابين، فوضعوا السلسلة على بابه، فجاء الشيخ وهو راكب على بغلته، فقطع السلسلة بكراسة كانت في يده من غير اكتراث، ثم دخل ودخل الناس معه».
كان زكريا الأنصاري محل إجلال وتقدير من سلاطين عصره قاطبةً. يذكر ابن إياس صاحب كتاب بدائع الزهور: أن زكريا الأنصاري قد حضر مبايعة خمسة من السلاطين، هم: الناصر محمد بن قايتباي، وخاله الظاهر قانصوه، والأشرف جان بلاط، والعادل طومان باي، والأشرف قانصوه الغوري.
أما في عهد العثمانيين، فقد ظل موضع احترام وتقدير وهيبة، فعند وفاته أمر الوالي خاير بك أن يدفن بالقرب من الإمام الشافعي، وشيعه مع الأمراء والقضاة والعلماء، وحمل جنازته بيديه، وقد أدرك زكريا الأنصاري حكم العثمانيين في أواخر أيامه، ولهذا لم يكن له أثر كبير في الحكم العثماني.

### وفاته

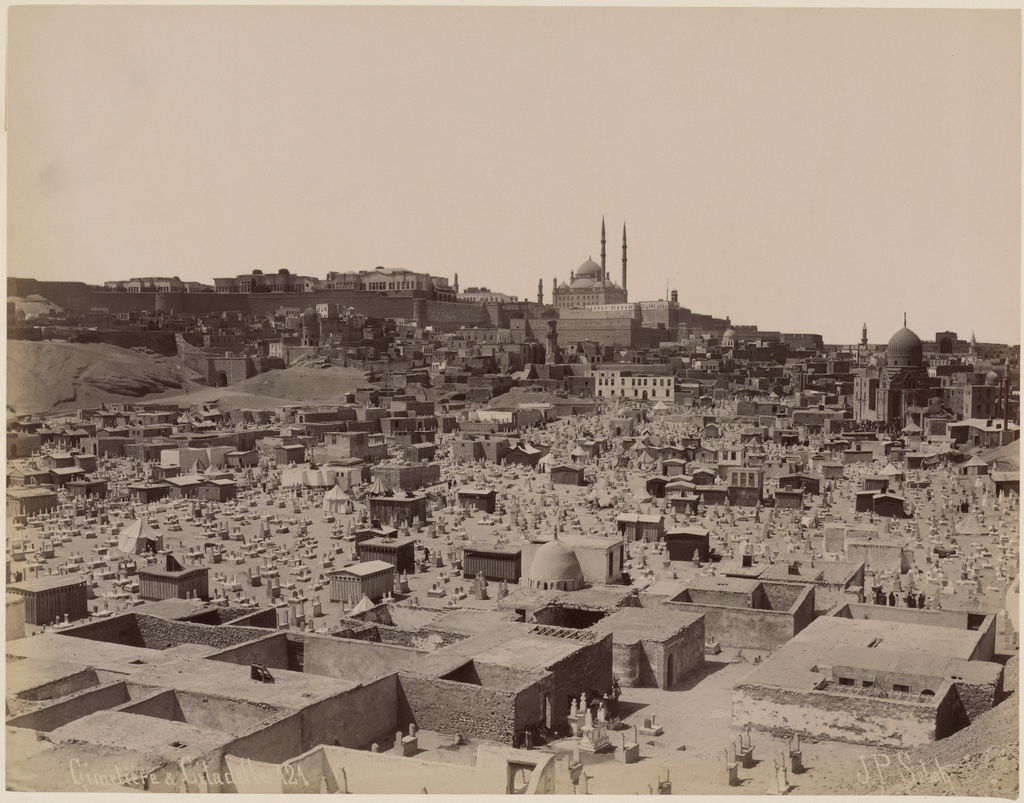
صورة لمقبرة القرافة في القاهرة في أواخر القرن التاسع عشر، حيث دفن زكريا الأنصاري قرب مقام الإمام الشافعي.

لوحة مقام زكريا الأنصاري في القاهرة.

عُمِّرَ زكريا الأنصاري حتى جاوز مائة سنة، قضاها كلَّها في العلم والتعليم والقضاء، وتوفي بالقاهرة، وقد اختلف المترجمون له في تعيين تاريخ وفاته على عدة أقوال، فقيل: يوم الجمعة رابع ذي الحجة سنة 925هـ، وقيل: الأربعاء ثالث ذي الحجة سنة 926هـ، وقيل: رابع ذي الحجة سنة 926هـ، وقيل: الأربعاء ثالث ذي القعدة سنة 926هـ. ورجح بعض الباحثين أنه توفي يومَ الأربعاء ثالث ذي الحجة سنة 926هـ؛ وذلك لأنها رواية ابن إياس الذي عاصره وحضر جنازته، ولأنه غُسِّل صبيحة يوم الخميس، أي أنه مات يوم الأربعاء.
بعد وفاة زكريا الأنصاري، غُسل صبيحة يوم الخميس، وكُفن وحُمل ضحوةَ النهار، وصُلي عليه بجامع الأزهر بحضور جمع كبير لايحصى عددهم من القضاة والعلماء والصالحين والأولياء والعامة، وصلى عليه ملك الأمراء خاير بك، ثم حَمل نعشه هو ومن معه من الأمراء، ومشى أمامه الأمراءُ والقضاةُ والعلماءُ والخواصُّ والعوامُّ. وكانت جنازته مشهورة، وشهدها خلق لايُحصَون، ودُفن بالقرافة الصغرى بقرب قبر الإمام الشافعي، الذي انتسب لمذهبه، وكان من أئمته وأعلامه. قال الشعراني: «وكانت جنازته مشهورة مارأيت أكثر خلقاً منها». وقال العلائي: «ودفن بالقرافة الصغرى بتربة الشيخ نجم الدين الخويشاتي بقرب قبر الإمام الشافعي في فسقية جديدة أنشأها القاضي شرف الدين قريب بن أبي المنصور لنفسه رحمه الله تعالى».
وصُلي عليه أيضاً صلاة الغائب عقب صلاة الجمعة بالمسجد الحرام، ونُعي في الحرم المكي، وذُكرت مآثره ومحاسنه التي لاتعد، وصفاته الشهيرة. كما صلي عليه صلاة الغائب بالجامع الأموي بدمشق، وتأسّف الناس على فقده كثيراً.
وقد رثاه غير واحد من الشعراء، ومما قيل في رثائه:

## شيوخه وتلاميذه

### شيوخه
أخذ زكريا الأنصاري عن علماء كثيرين من مختلف الجهات، فقد كان غزير المعرفة، متنوع الثقافة، وهم أكثر من مائة وخمسين شيخاً كما ذكر في كتابه «ثبت زكريا الأنصاري»، منهم:
1. ابن المجدي (ت 850هـ): أخذ عنه علم الهيئة والهندسة والميقات والفرائض والحساب والجبر والمقابلة وغيرها.
2. ابن حجر العسقلاني (ت 852هـ): وكان زكريا الأنصاري من تلاميذه المقربين، أخذ عنه الحديث، وقرأ عليه السيرة النبوية لابن سيد الناس، وشرح ألفية العراقي وأكثر صحيح البخاري وسنن ابن ماجه، حيث مات ابن حجر قبل إكماله، وسمع عليه أشياء كثيرة في العربية، والأدب، والأصول، والمعقولات، وكتب له في بعض إجازاته: «وَأَذِنْتُ له أن يُقرئَ القرآنَ على الوجهِ الذي تَلقَّاه، ويُقرِّرَ الفقهَ على النمطِ الذي نَصَّ عليه الإمامُ وارتضاه، واللهُ المسؤولُ أن يجعلَني وإياهُ ممنْ يرجوهُ ويخشاه إلى أن نلقاه».
3. زين الدين رضوان (ت 852هـ): صحبه مدةً طويلةً، وأَخذ عنه كمّاً هائلاً من المعارف، منها: القراءات السبع، والشاطبية والرائية للشاطبي، وسمع عليه مسند الإمام الشافعي، وصحيح مسلم، والسنن الصغرى للنسائي، وشرح الألفية للعراقي، وغيرها.
4. الكمال بن الهمام (ت 861هـ): أخذ عنه الأصول والمعقولات وغيرها من العلوم.
5. جلال الدين المحلي (ت 864هـ): قرأ عليه علم الأصول والمعقول والفقه وغيرها.
6. علم الدين البلقيني (ت 868هـ): أخذ عنه الفقه والأصول.
7. يحيى بن محمد المناوي (ت 871هـ): كان يحضر دروسه في الفقه وغيره.
8. محيي الدين الكافيجي (ت 879هـ): أخذ عنه العربية والأدب والأصول والمعقولات.

### تلاميذه
كان زكريا الأنصاري في عصره ذا شهرة واسعة، وبلغت شهرته جميع نواحي أمصار الإسلام، فجاءه طلبة العلم من كل حدب وصوب، يتتلمذون عليه، وينتفعون بعلومه الغزيرة المختلفة، ووصل في عصره إلى مرحلة أن انفرد بعلو الإسناد، فأخذ عنه عددٌ كبيرٌ جداً إما مشافهةً أو بواسطة، منهم:
1. شهاب الدين الرملي (ت 957هـ): لازم زكريا الأنصاري وانتفع به، وكان زكريا الأنصاري يجله، وأذن له بالإفتاء والتدريس، وأن يصلح في كتبه في حياته وبعد مماته، ولم يأذن لأحد سواه في ذلك. وانتهت إليه الرياسة في العلوم الشرعية بمصر حتى صارت علماء الشافعية كلهم تلامذته.[88]
2. ابن حجر الهيتمي (ت 974هـ): أخذ عن زكريا الأنصاري، وكان كلما يلتقي به يدعو له أن يفقهه الله في الدين.[89] واشتهر وذاع صيته حتى أصبح إمام الحرمين، ومفتي الحجاز.[90][91]
3. الخطيب الشربيني (ت 977هـ): أخذ عن زكريا الأنصاري والشهاب الرملي وغيرهما، وأجازوه بالإفتاء والتدريس، فدرّس وأفتى في حياة شيوخه. وانتفع به خلائق لا يحصون، ويعد من أئمة الشافعية المتأخرين الذين يُعوَّل عليهم في تحقيق المذهب وتحرير مسائله.[92]
4. شمس الدين الرملي (ت 1004هـ): الملقب بالشافعي الصغير، أخذ عن زكريا الأنصاري، وعلا شأنه حتى غدا رافعَ لواءِ المذهب الشافعي في مصر، وأصبح من أئمة الشافعية.[93]
5. محمد بن سالم الطبلاوي (ت 966هـ): أخذ عن زكريا الأنصاري، وانتهت إليه الرياسة في سائر العلوم بعد موت أقرانه، وكان يلقي الدروس حفظاً.[94]
6. زين الدين الشماع (ت 936هـ).[95]
7. عميرة البرلسي (ت 957هـ): أخذ عن زكريا الأنصاري، وانتهت إليه الرياسة في تحقيق المذهب الشافعي.[96][97]
8. عبد الوهاب الشعراني (ت 973هـ).

## شخصيته وصفاته

### الأمر بالمعروف والنهي عن المنكر

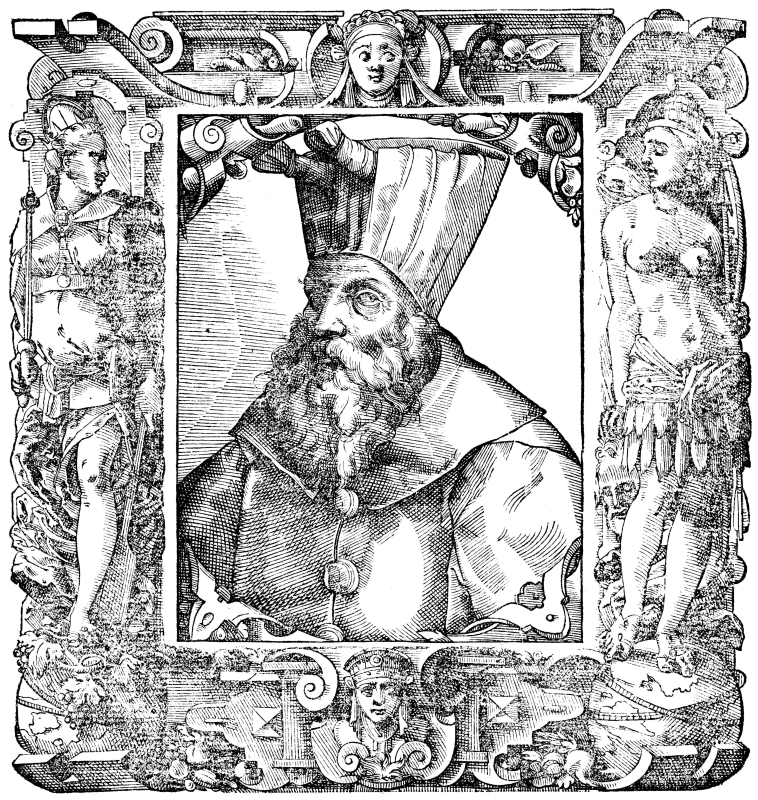
قام قانصوه الغوري بعزل زكريا الأنصاري من منصب قاضي القضاة؛ ذلك أنه كان يزجر الغوري عن الظلم كثيراً، ويثقل القول عليه.

إن من الصفات التي لازمت زكريا الأنصاري عبر مسيرته الطويلة أمرَه بالمعروف ونهيَه عن المنكر، وكان لا يخشى في الله لومة لائم، فقد كان يثقل القول حتى على السلاطين أنفسهم، ويصب جام غضبه عليهم لظلمهم، ومن أمثلة ذلك قصته مع الأشرف قايتباي، فقد كان يحط عليه في خُطبه كثيراً. وحُكي أن أحد القضاة وكان يسمى صالحاً، كانت أحكامه غير مرضية، وكان زكريا الأنصاري يكره أفعاله القبيحة، ويتأذى منه جداً، فكان يزجره كثيراً حتى هجاه في بيتين من الشعر قائلاً:
وظل زكريا الأنصاري على حاله هذه يأمر بالمعروف وينهى عن المنكر حتى في أواخر عمره حين ضعف بصره، وطعن في السن، بل إن السبب في عزله عن القضاء في المرة الأولى هو زجره للسلطان قانصوه الغوري، وإثقاله عليه بالقول والنصيحة لظلمه حتى عزله.

### التواضع وتوقير العلم والعلماء
كان زكريا الأنصاري متواضعاً لين الجانب، وكان يفضل صحبة الفقراء على الملوك، وكان يفرح إنْ نُسب إلى الجهل، ويقول: «علامةُ الإخلاص في العلماء أن ينتفضَ ظاهرُ أحدهم إذا وُصف بالصلاح، وينشرح إذا وُصف بالجهل أو النقص، لأن المخلصَ يعاملُ اللهَ لا العباد». وكان يَقبل النصيحة من البعيد ولو لم يكن من أهل العلم، وكان رجَّاعاً للحق، فكان إذا أصلح القارئُ بين يديه كلمةً في الكتاب الذي يقرؤه ونحوه يشتغل بالذكر بصوت خفي قائلاً: «الله الله» لا يفتر عن ذلك حتى يفرغ. قيل فيه: «وكان رجّاعاً إلى الخير، منقاداً للمعروف، ولو من الأداني، منصفاً لمن أوَّلَه ولو صغيراً، غيرَ متكثِّرٍ بالعلوم والمشيخة».
وكان زكريا الأنصاري يحترم العلم وأهله، ويوقر العلماء ويُنزلهم منزلتَهم، وكان يحب مجالسة العلماء ويفضلها على مجالسة الملوك، وكان شديد الغضب ممن يقع في العلماء ويشتمهم، وقد قال في ذلك: «إياكم والطعن في أشياخ زمانكم، ولوذوا بهم في الدنيا، ليأخذوا بيدكم في الآخرة، ومِن أشقى الناس غيرُ صالحٍ يقع في أعراض الصالحين». وقال:«إياكم ومخالطة من يقع في أعراض العلماء والصالحين».
وكان يحترم أقرانه من العلماء ويحبهم، ويقدمهم على نفسه، ويترك المنافسة معهم على الدنيا، ومثاله ما حصل عندما تنازل عن إمامة المدرسة الزينية لصاحبه الشهاب الزواوي، فقد عُرض على زكريا الأنصاري إمامة المدرسة المذكورة فاستشار شيخه القاياتي في ذلك، ثم بعد ذلك جاءه صاحبه الشهاب الزواوي وطلب منه أن يتوسط له لدى القاياتي، كي يعيِّنَه في إمامة المدرسة المذكورة، فبادر زكريا الأنصاريُّ بالطلب من شيخه القاياتيِّ ذلك، دون أن يَعلمَ صاحبُه أنه عَرَضَ عليه هذا المنصب، وفعلاً تولى الزواوي إمامة المدرسة المذكورة.
ومثل هذه الحادثة حصلت أيضاً معه عندما عُرض عليه خَزَنُ كتب المدرسة المحمودية فأخذها غيرُه، فتركه زكريا الأنصاري ولم يجارِهِ في المنافسة على الدنيا. وغيرُ هذه الحوادث كثيرٌ، وفي هذا يقول معاصره الحافظ السخاوي عنه: «وكانت بيننا أنسةٌ زائدة، ومحبة من الجانبين تامة، ولا زالت المسراتُ واصلةً إليَّ من قِبَله بالدعاء والثناء، وإن كان دأبُه مع عموم الناس فحظِّي منه أوفر، ولفظي فيه أغزر».

### الصبر على الأذى والمواظبة على طلب العلم
كان زكريا الأنصاري صبوراً على الأذى، محتسباً عند المصائب والشدائد، يتحمل الحاسدين، ويلاقي الشر بالخير، ويقابل السيئة بالحسنة، وكان يقول: «إنه ينبغي على المريد أن لا يجيب عن نفسه إذا رُمي بشيء، إلا إن كان فيه ما يوجب حداً أو تعزيراً». ويُروى أنه لما انتهى من شرح البهجة، حسده الأقران، فكانوا يكتبون على نسخته زعماً منهم وحسداً أنه قد استعان بأعمى لإتمام شرحه، فأعرض عنهم، وترفع عما يقولون. قال: «ولما اشتغلت بالعلم، وبرعت فيه - بحمد الله تعالى - شرحتُ البهجة، فلما أتممتُ شرحها غار بعضُ الأقران، فكتب على بعض نسخ الشرح: كتاب الأعمى والبصير؛ تعريضاً بأني لا أقدر أشرح البهجة وحدي، وإنما ساعدني فيه رفيق أعمى كنت أطالع أنا وإياه. فاحتسبت بالله تعالى، ولم ألتفت إلى مثل ذلك. وكان تأليفي لشرح البهجة في يوم الاثنين والخميس؛ لكونها تُرفع فيها الأعمال، كما ورد في الحديث».
وتذكُر كتبُ التراجم والتاريخ أن زكريا الأنصاريَّ فَقَدَ وَلَدَه وهو في ريعان شبابه، فحزن عليه ولكنه صبر واحتسب، ثم فَقَدَ بصرَه في العقدين الأخيرين من عمره، فصبر على ذلك واحتسب الأجر عند الله. وأيضاً ما لقيه في ريعان شبابه حين كان يطلب العلم في الأزهر فكان يجوع، حتى أنه كان يأكل قشر البطيخ، وغير هذه الحوادث الكثير، كل هذا يدلنا على مقدار صبر هذا الإمام ومواقفه في تحمل الشدائد.
وظل زكريا الأنصاري يجد ويجتهد في طلب العلم وملازمة العلماء، وكان يحرص على وقته كثيراً، وكان إذا أطال عليه أحد في الكلام يقول له: «عجّل، قد ضيعت علينا زماننا». وقال عنه العلائي: «يحرر من غير ضجر، وكان يُقرأ عليه الدروسُ ومروياتُه في الحديث، ويُراجِع مصنفاتِه فيصلحُها ويحررُها المرةَ بعد المرة إلى آخر وقت». وفي هذا يقول تلميذه الشعراني: «قد خدمته عشرين سنة فما رأيتُه قط في غفلة، ولا اشتغال بما لا يُغني لا ليلاً ولا نهاراً». ويذكر أنه قُرئ عليه شرحُه على البهجة سبعاً وخمسين مرة، حتى حرره أتم تحرير، ولم يُنقل ذلك عن غيره من المؤلفين.

### التصوف والورع وكثرة العبادة والصدقة
كان زكريا الأنصاري متصوفاً محباً للصوفية ومجالسهم، ولكنه كان في الوقت نفسه فقيهاً يرى أن التصوف يجب أن يكون منضبطاً بالقرآن والسنة، يقول: «لا يخلو علماء الأمة من ثلاثة أحوال؛ لأنه إما أن يوافق الكتاب والسنة، وإما أن يخالف صريح الكتاب والسنة، فإن وافق يجب اعتقاده جزماً، وإن خالف فيحرم اعتقاده جزماً، وإما ألا يَظهرَ لنا موافقتُه ولا مخالفتُه، فأحسنُ أحواله التوقفُ فيه». وكان زكريا الأنصاريُّ يلازم صوفية عصره ويقرأ كتبهم، وكان منذ صغره يحب مجالس الذكر، وظل متبعاً لطريق الصوفية حتى أشار عليه بعض العلماء بستر ذلك ففعل، فلم يكد يتظاهر بشيء من أحوال القوم، واشتغل بالفقه وغيره من علوم الشرع. كما تولى زكريا الأنصاري عدداً من مشيخات الصوفية، فتولى مشيخة التصوف بجامع العلم بن الجيعان، ومشيخة التصوف بمسجد الطواشي علم دار.
أما الصوفية فيعدونه من أولياء الله الصالحين، وأنه كان مستجاب الدعوة. يذكر الشعراني أن تاجراً من بلاد الشام قدم إلى مصر وكان كفيفاً، فطلب من الشيخ أن يدعو له أن يرد الله عليه بصره، فدعى الله فرد عليه بصره. ويقول مراد بن يوسف الحنفي الأزهري: «اعلم أن الشيخ رحمه الله، لما عمل بالعلم خاصة، وأخلص فيه إخلاصاً تاماً، علَّمَه اللهُ وأفاض عليه بالعلم اللدني، الذي لا نهاية له، فلذا فَتح اللهُ عليه فتحاً كبيراً لم يفتح به على أحد سواه، فلذا ألف كتباً كثيرة جليلة، ونشر اللهُ له تلك الكتبَ من بعده، فتُقرأ على رؤوس الخاص والعام، فلا يُطوى ذكرُها حقيقةً إلا إن كان يومُ القيامة، وأكبَّ الناسُ على قراءته من بعده، وانتفع به سائرُ الطلبة، وشاع ذكرُها في سائر الأقطار».
كان زكريا الأنصاريُّ كثيرَ العبادة، يصوم النهار ويقوم الليل، وكان يصلي النوافلَ وهو قائم مع كبر سنه ومرضه، وهو يميل يميناً وشمالاً لا يتمالك أن يقف بغير ميل للكبر والمرض، فقيل له في ذلك، فقال: «يا ولدي، النفس من شأنها الكسل، وأخاف أن تغلبني، وأختم عمري بذلك»، وكان يقول: «لا أعوِّد نفسي الكسل». وكان يبتعد عن الدنيا وشهواتها، حتى أنه كان قليل الأكل لا يزيد على ثلث رغيف، ولا يأكل إلا من خبز خانقاه سعيد السعداء، ويقول: «إنما أخص خبزها بالأكل لأن صاحبها كان من الملوك الصالحين». وقيل: «اجتمعت فيه ثلاث خصال: أحدها: أنه على السنة المطهرة في سائر أحواله، وثانيها: أنه كان لا يحرص على الدنيا، فكان لا يَبيتُ عنده درهمٌ إلا لقضاء دين أو لنية أداء حج ومثله، وثالثها: أنه كان سليمَ الصدر فلم يكن لديه حقدٌ وغلٌّ على أحد من أهل الإسلام».
كما كان زكريا الأنصاريُّ كثيرَ الصدقة مع إخفائها، وكان له جماعةٌ يرتب لهم من صدقته ما يكفيهم غالب يوم وجمعة وإلى شهر، وكان يبالغ في إخفاء ذلك حتى كان غالبُ الناس يعتقدون فيه الشحَّ من قلة صدقته، وكان إذا جاءه السائلُ بعد كف بصره يقول لمن عنده من جماعته: «هل هنا أحد؟» فإن قال له: «لا»، أعطاه، وإن قال له: «نعم»، قال له: «يأتينا في غير هذا الوقت». ويقول مراد الأزهري في ذلك: «وكان رحمه الله كثير الصدقة، ما أظن كان أحداً في مصر أكثرَ منه صدقةً كما عهدتُه، ولكن كان يستترُ بها بحيثُ لا يَعلم أحدٌ من الجالسين».

## مؤلفاته

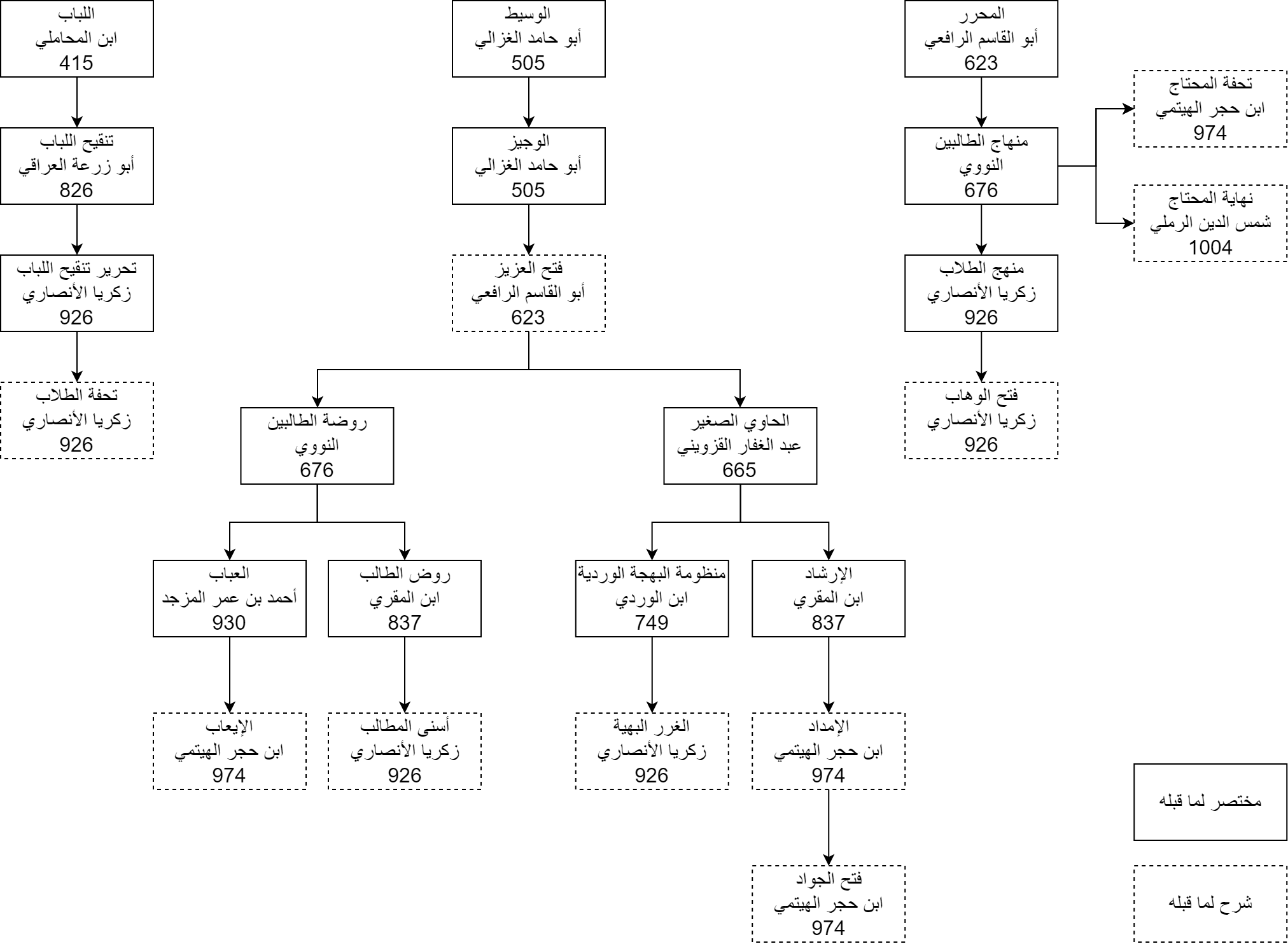
شجرة بأهم كتب الشافعية الفقهية مع اسم المؤلف وسنة وفاته، وتظهر فيها بعض كتب زكريا الأنصاري.

تنوعت مواضيع مؤلفات زكريا الأنصاري تنوعاً كبيراً، إذ لم يترك فناً من فنون الشريعة وآلاتها وغيرها من العلوم المختلفة التي كانت تدرس في عصره من طب وهندسة وفلك وحساب وغيرها إلا وصنف فيها. وقد نحى في التصنيف منحى علماء عصره، إذ كان الغالبُ عليهم في ذلك العصرِ اختصارَ كتب المتقدمين على شكل متون ليسهلَ حفظُها على طلبة العلم، أو شرحَ المتون المختصرة لتوضيح معانيها وإزالةِ الإبهام والغموض عن عبارتِها وتجلِيَتِها، أو وضعَ الحواشي وهي عبارةٌ عن ملاحظاتٍ وتعليقاتٍ على شروح المتون أو كتب الفتاوى.
يقول عبد القادر العيدروس: «وَصَنَّفَ فِي كثيرٍ من الْعُلُوم كالفقه وَالتَّفْسِير والْحَدِيث والنحو واللغة والتصريف والمعاني وَالْبَيَان والبديع والمنطق والطب، وَله فِي التصوف الباعُ الطَّوِيلُ، وصنَّف فِي الْفَرَائِض والحساب والجبر والمقابلة والهيئة والهندسة إِلَى غير ذَلِك».
انتشرت مؤلفاتُ زكريا الأنصاري واشتهرت، لا سيما في الفقه الشافعي، وظلت مصنفاتُه تُدرَّس وتُقرأ في المدارس والجامعات والمعاهد الإسلامية حتى يومنا هذا، وفي ذلك يقول الشعراني: «وصار أمثلَ أهل زمانه، وأرأسَ العلماء من أقرانه، ورُزق البركةَ في عمره وعلمه وعمله، وأعطي الحظَّ في مصنفاته وتلاميذه، حتى لم يبقَ بمصر إلا طلبته وطلبة طلبته، وقُرئ عليه شرحُه على البهجة سبعاً وخمسين مرة، حتى حررَه أتمَّ تحرير، ولم يُنقل ذلك عن غيره من المؤلفين، وكانت مؤلفاته: شرح الروض، وشرح البهجة، والمنهج وشرحه، يَدرُسها الناسُ، ويَرجعُ إليها مُدَرِّسُ كلِّ كتابٍ منها في حل مشكلاته».
أما أهم مؤلفاته، فمنها:
| في التفسير وعلوم القرآن: - «فتح الجليل ببيان خفي أنوار التنزيل»: حاشية على تفسير البيضاوي. - فتح الرحمن بكشف ما يلتبس من القرآن. - الدقائق المحكمة في شرح المقدمة: شرح المقدمة الجزرية في علم التجويد. في الحديث وعلومه: - تحفة الباري بشرح صحيح البخاري. - فتح الباقي بشرح ألفية العراقي: شرح ألفية العراقي في علم الحديث. - فتح العلام بشرح الإعلام بأحاديث الأحكام. في العقيدة وعلم الكلام والمنطق: - فتح الإله الماجد بإيضاح شرح العقائد: حاشية على شرح العقائد النسفية للتفتازاني. - لوامع الأفكار في شرح طوالع الأنوار: شرح طوالع الأنوار للبيضاوي. - المطلع شرح إيساغوجي. في الفقه: - منهج الطلاب: مختصر منهاج الطالبين للنووي. - فتح الوهاب بشرح منهج الطلاب. - تحفة الطلاب لشرح تحرير تنقيح اللباب. - أسنى المطالب: شرح روض الطالب لابن المقري. - الغرر البهية في شرح البهجة الوردية: شرح كبير على منظومة ابن الوردي. - الإعلام والاهتمام بجمع فتاوى شيخ الإسلام. - نهاية الهداية إلى تحرير الكفاية: شرح ألفية ابن الهائم في علم الفرائض. | في أصول الفقه: - لب الأصول: مختصر جمع الجوامع لتاج الدين السبكي. - غاية الوصول إلى شرح لب الأصول. - فتح الرحمن شرح لقطة العجلان: شرح لقطة العجلان وبلة الظمآن لبدر الدين الزركشي. في التصوف والتزكية: - الفتوحات الإلهية في نفع أرواح الذوات الإنسانية. - الزبدة الرائقة في شرح البردة الفائقة. - إحكام الدلالة على تحرير الرسالة: شرح الرسالة القشيرية. في علوم اللغة: - بلوغ الأرب بشرح شذور الذهب. - الدرر السنية في شرح الألفية. - المناهج الكافية في شرح الشافية لابن الحاجب. في موضوعات متنوعة: - فتح المبدع في شرح المقنع: في الجبر والمقابلة. - اللؤلؤ النظيم في روم التعلم والتعليم: في التربية والتعليم. - الحدود الأنيقة والتعريفات الدقيقة. |

### مميزات مصنفاته الفقهية
يعد علمُ الفقه الجانبَ الأبرزَ في مسيرة زكريا الأنصاري العلميةِ، فقد برع فيه حتى صار المقدَّمَ عند الشافعية، وصارت بعضُ مصنفاتِه الفقهيةِ يُعوَّلُ عليها في تحرير المذهب، لا سيما كتبه الأربعة: الغرر البهية، وأسنى المطالب، وفتح الوهاب، وتحفة الطلاب. وتتميز مصنفات زكريا الأنصاري الفقهية بمميزات مشتركة، منها:
- الاستدلال للمتن وتدعيمُ أحكام المذهب بالآيات القرآنية والأحاديث النبوية، والاعتمادُ على الاستدلال النقلي المعتمِد على نصوص المذهب بشكل واضح، مع الحرص على تخريج الأحاديث وبيان مصادرها الحديثية الأصلية، وذِكرِ أقوال العلماء فيها تصحيحاً وتضعيفاً دون إسهابٍ بشكل واضح متكرر.[120] مثال ذلك قوله في «الغرر البهية»:[121]

- الإحالة على مصنفاته الأخرى الفقهيةِ وغيرِ الفقهية، وذلك عندما تكون المسألةُ المبحوثةُ بحاجة لمزيد من الإسهاب، فيُحيل على مصنَّفٍ فَصَّلَ الكلامَ فيه على هذه المسألة، كذلك عندما يكون للمسألة تعلقٌ بعلوم أخرى غير الفقه، فيُحيل القارئَ إلى مصنف من مصنفاته اعتنى بموضوع المسألة المبحوثة، كأصول الفقه واللغة والحديث وغيرها.[120] مثال ذلك: في تعريفه للطهارة في كتابه أسنى المطالب، قال:[122]

- الاعتراض على المصنف، وبيان ما زاده وخالف فيه الأصل، مع بيان مصادر زياداته ومخالفاته للأصل ومناقشة ذلك، ورد هذه المخالفة والزيادة أو إقرارها بحسب الدليل.[123] مثال ذلك: قوله في نية الغسل في شرح المنهج:[124]

- الرجوع إلى قول الشيخين النووي والرافعي في مصنفاتهما، والترجيح بين أقوالهما.[125] مثال ذلك: قوله في شرح المنهج في المتيمم إن وجد ماءً وهو في الصلاة وقد ضاق الوقت:[126]

- التصريح بآرائه واختياراته، فقد كان محرِّراً ومقرِّراً للمذهب، وكان يصرِّح بآرائه واختياراته إن اقتضى الأمرُ تدخلَه، ولم يكن ترجيحُه بين الأقوال منبعُه من الهوى، بل كان يستندُ إلى دليل، فإن لم يكن لديه دليلٌ فإنه لا يرجِّح بل يكتفي بعرض الأقوال فقط، وقد يرجعُ في كتبه الأخرى عن اختيارٍ ظَهَرَ له خطؤُه.[127] مثال ذلك: رجوعه عن رأيه واختياره في شرح البهجة في مسألة بيع العين المستأجرة من المستأجر أنه يصح، وإن انفسخ أحد العقدين بقي الآخر، فلو أجره العين فله أن يستأجرها منه كما يجوز أن يبيع العين ممن اشتراها منه ولو قبل التسليم فإنه يصح إجارتها، هذا ما قرره ثم قال:[128]

يقول الدكتور طارق يوسف جابر: «إنّ كتبَ شيخِ الإسلامِ كانتْ مدارَ اهتمامٍ في المذهبِ الشافعي، وكانتْ تُشَكِّلُ في فترةٍ من فتراتِ القرنِ العاشرِ والحادي عشرَ والثاني عشرَ العمودَ الفقريَّ في تحريرِ مسائلِ المذهب».

- تضعيف المتن وبيان المعتمد في المذهب، فقد حرص كل الحرص على تحرير معتمد مذهب الشافعية، لذا كان يصرح بتضعيف قول ابن الوردي في منظومته وقول عبد الغفار القزويني وغيرهما، حين يكون الكلام ضعيفاً بالنسبة لمعتمد المذهب.[129] مثال ذلك: قوله في شرح البهجة عند قول ابن الوردي: «وسُنَّ ضربتان» أي للتيمم، قال زكريا الأنصاري:[130]

- التعرض لخلاف المذاهب الأخرى ومراعاة خلافهم، إذ كان يعد خلاف المذاهب الأخرى وخاصة المذهب الحنفي مرجِّحاً في بعض مسائل المذهب المختلَف فيها، وهو ما يُعرف عند العلماء بمراعاة الخلاف، فكان يُقدِّم القولَ الموافقَ لمذهب أبي حنيفة على غيره في المسائل المختلف فيها عند عدم وجود مرجحات أخرى.[129] مثال ذلك: قوله في شرح المنهج في قصر الصلاة بالسفر:[131]

### أهمية مصنفاته الفقهية ومكانتها
بلغتْ كتب زكريا الأنصاري الفقهية أهمية كبيرة في تحرير مسائل المذهب الشافعي وتنقيحها واختيار القوي والمعتمد منها، وقد اهتم العلماء بها تصنيفاً وتدريساً، واعتمدوا عليها في التعليم والإفتاء، كما اعتمدوا آراء زكريا الأنصاري واختياراته وترجيحاته وناقشوها، وكتبوا عليها الكثير من الشروح والحواشي والتعليقات، واختصروها ونظَموها. ومن الأمثلة على ذلك: حاشية ابن قاسم العبادي (ت 922هـ) على كتاب الغرر البهية، وكذلك حاشية شيخ الأزهر عبد الرحمن الشربيني (ت 1326هـ) على الكتاب نفسه، وشرح زين الدين الشماع (ت 936هـ) على كتاب أسنى المطالب، وحاشية شهاب الدين الرملي (ت 957هـ) على الكتاب نفسه، وشرح الخطيب الشربيني (ت 977هـ) على كتاب منهج الطلاب، وحاشية شمس الدين الرملي (ت 1004هـ) على كتاب التحرير، وغيرها الكثير.
وقد اعتمدَ الشافعيةُ كُتُبَهُ وكتبَ تلاميذه في الإفتاءِ غالباً، يقول محمد بن سليمان الكردي الشافعي:

## مكانته وثناء العلماء عليه
يعد زكريا الأنصاري من المجددين على رأس المائة التاسعة، كذلك عدَّه عبد القادر العيدروس، وابن حجر الهيتمي، وعبد المتعال الصعيدي في كتابه «المجددون في الإسلام»، وعبد الله بن عمر بامخرمة، وقال: «وَيقرب عندى أَن المجدد للمائة الْعَاشِرَة: القاضى زَكَرِيَّا؛ لشهْرَة الِانْتِفَاع بِهِ وتصانيفِه واحتياجِ غَالبِ النَّاسِ إليها، لَا سِيَّمَا فِيمَا يتَعَلَّقُ بالفقه وتحرير الْمَذْهَب».
وقال معاصره شمس الدين السخاوي: «لم يَنْفَكّ عَن الِاشْتِغَال على طَريقَة جميلَة من التَّوَاضُع، وَحسن الْعشْرَة، وَالْأَدب والعفة، والانجماع عَن بني الدُّنْيَا، مَعَ التقلل وَشرف النَّفس، ومزيد الْعقل، وسعة الْبَاطِن، والأحتمال والمداراة، إِلَى أَن أذن لَهُ غير وَاحِد من شُيُوخه فِي الإفتاء والإقراء». وقال: «وَله تهجّدٌ وتوجّدٌ وصبرٌ وَاحْتِمَالٌ وَتركٌ للقيل والقال وأورادٌ واعتقادٌ وتواضعٌ وَعدمُ تنَازعٍ، بل عمله فِي التودد يزِيد عَن الْحَد، ورويَّتُه أحسنُ من بديهته، وكتابتُه أمتنُ من عِبَارَته، وَعدمُ مسارعته إِلَى الفتاوي قيل مِمَّا يُعَدُّ فِي حَسَنَاته، وبيننا أنسةٌ زَائِدَةٌ ومحبةٌ من الْجَانِبَيْنِ تَامَّة، وَلَا زَالَت المسرات واصلة إِلَي من قبل بِالدُّعَاءِ وَالثنَاء، وَإِن كَانَ ذَلِك دأبَه مَعَ عُمُوم النَّاس فحظي مِنْهُ أوفر، ولفضي فِيهِ كَذَلِك أغزر».

يعد كتاب أسنى المطالب لزكريا الأنصاري من أهم كتب الفقه عند الشافعية وأوسعها، حتى قال بعضهم: «ليس شافعياً من لم يقرأ أسنى المطالب».

وقال تلميذه مفتي الحجاز ابن حجر الهيتمي في معجم مشايخه: «وقدَّمتُ شَيخَنَا زَكَرِيَّا؛ لِأَنَّهُ أجلُّ مَن وَقعَ عَلَيْهِ بَصرِي من الْعلمَاءِ العاملين وَالْأَئِمَّةِ الْوَارِثين، وأعلى مَن عَنهُ رويتُ ودريتُ من الْفُقَهَاء الْحُكَمَاء المهندسين، فَهُوَ عُمْدَة الْعلمَاء الْأَعْلَام، وَحجَّةُ الله على الانام، حَامِلُ لِوَاء مَذْهَب الشَّافِعِي على كَاهِله، ومحررُ مشكلاته، وَكَاشفُ عويصاته، فِي بُكَرِهِ وأصائله، مُلْحقُ الاحفاد بالأجداد، المتفردُ بعلو الأسناد، كَيفَ وَلم يُوجد فِي عصره إِلَّا مَن أَخذ عَنهُ مشافهةً أَو بِوَاسِطَة أَو بوسائط مُتعَدِّدَة، بل وَقع لبَعْضهِم أنه أَخذ عَنهُ مشافهةً تَارَةً وَعَن غَيره مِمَّن بَينه وَبَينه نَحْو سبع وسائط تَارَة أُخْرَى، وَهَذَا لَا نَظِير لَهُ فِي أحد من أهل عصره، فَنِعْمَ هَذَا التمييز الَّذِي هُوَ عِنْد الْأَئِمَّة أولى به وأحرى؛ لِأَنَّهُ حَاز بِهِ سَعَةَ التلامذةِ والأتباع، وَكَثْرَةَ الآخذين عَنهُ، ودوامَ الانتفاع به».
وقال معاصره جلال الدين السيوطي: «زكريا شيخ الإسلام، برع وتفنن، وسلك طريق التصوف، ولزم الجد والاجتهاد مع القلم والعلم والعمل، وأقبل على نفع الناس إقراءً وإفتاءً وتصنيفاً، مع الدين المتين، وتركِ ما لا يعنيه، وشدةِ تواضع، ولينِ جانب، وضبطِ اللسان والسكوت».
وقال تلميذه زين الدين الشماع: «هذا الشيخ الإمام هو من مشايخي الأعلام، بل هو عَلَمُ الأعلام، وشيخُ مشايخ الإسلام، وهو ممن أروي عنهم بغير واسطة، أعاد اللهُ عليَّ من بركته، وجمعني به في الدار الآخرة، وقد أثنى عليه غيرُ واحدٍ من الأعيان، منهم: شيخي الحافظ عز الدين، ومحدث البلد الأمين عبد العزيز بن فهد، عين المحدثين بمكة المشرفة بل طرازهم المعلم، وذكره في معجمه وأثنى عليه بنحو ما تقدم، ومنهم الحافظ العلامة جلال الدين السيوطي صاحب التصانيف التي سارت بها الركبان».
وقال نجم الدين الغزي: «الشيخ الإمام، شيخ مشايخ الإسلام، علامة المحققين، وفهامة المدققين، ولسان المتكلمين، وسيد الفقهاء والمحدثين، الحافظُ المخصوص بعلو الأسناد، والملحقُ للأحفاد بالأجداد، العالم، العامل، والولي الكامل، الجامع بين الشريعة والحقيقة، والسالك إلى الله تعالى أقوم مسالك الطريقة، مولانا وسيدنا قاضي القضاة، أحد سيوف الحق المنتضاة». وقال أيضاً: «كان مَهْمَا كان عليه من الاجتهاد في العلم اشتغالاً واستعمالاً وإفتاءً وتصنيفاً، ومهما كان عليه من مباشرة القضاء ومهمات الأمور وكثرة إقبال الدنيا، لا يكاد يفتر عن الطاعة ليلاً ونهاراً، ولا يشتغل بما لا يعنيه، وَقوراً، مهيباً، مؤانساً، ملاطفاً، يُصلِّي النوافلَ من قيامٍ مع كبرِ سنه وبلوغِه مائة سنةٍ وأكثر».
وقال عبد القادر العيدروس: «لم يزل، رَحمَه الله تَعَالَى، ملازمَ التدريس والإفتاء والتصنيف، وانتفع بِهِ خلائق، ودرَّس تلامذتُه فِي حَيَاته، وأفتَوا وتولَّوا المناصبَ الرفيعةَ ببركته وبركةِ الانتساب إِلَيْهِ، وَلم يزلْ كَذَلِك فِي نشر الْعلم وَكَثْرَة الْخَيْر وَالْبر والإحسان، إِلَى أَن توفّي رَحمَه الله تَعَالَى».
وقال مراد بن يوسف الحنفي الأزهري: «الشيخ الإمام، المفيد المطلق، العالم العلامة، القدوة الفهامة، المحقق المدقق، الكنز المفيد المطلق، الورع الزاهد العابد، الذي صرف سائر عمره في اشتغال العلم والعمل، الفقيه الحافظ المحدث المفسر، الولي الصالح الصوفي، الحبر النحرير البحر الراسخ، العارف بالله تعالى الكبير، قاضي القضاة أبو يحيى، الشيخ زكريا الشافعي الأنصاري، طيب الله مضجعه، وفي أعلى الغرف أنزله».
وقال ابن العماد الحنبلي: «شيخ الإسلام قاضي القضاة زين الدّين الحافظ زكريا بن محمد بن أحمد بن زكريا الأنصاري».
ومدحه القاضي بهاء الدين محمد بن يوسف بن أحمد: